# 부퍼탈러 SV
부퍼탈러 SV(독일어: Wuppertaler SV)는 독일 노르트라인베스트팔렌주의 도시인 부퍼탈의 축구 클럽으로 현재 레기오날리가 서부 리그에서 활동하고 있다. 부퍼탈 SV라는 명칭으로도 알려져 있으며 축구 외에도 권투, 체조, 핸드볼, 육상 팀을 운영하고 있다.

## 수상 내역
- 레기오날리가 베스트
  - 우승: 1972
- 오버리가 노르트라인 (IV) 
  - 우승: 1990, 1992, 2000, 2003
- 오버리가 니더라인 (V) 
  - 우승: 2016
- 니더라인포칼
  - 우승: 1981, 1985, 1999, 2000, 2005, 2007, 2021

## 선수 명단

### 현역
참고: FIFA 자격 규정에 따라 소속된 국가대표팀 국기를 표시합니다. 선수는 복수의 FIFA 비회원국 국적을 가지고 있을 수 있습니다.
| 번호 | 포지션 | 국적 | 이름            |
| ---- | ------ | ---- | --------------- |
| 10   | MF     |      | 마르코 테라치노 |

| 번호 | 포지션 | 국적                  | 이름              |
| ---- | ------ | --------------------- | ----------------- |
| 27   | FW     | 보스니아 헤르체고비나 | 무하메드 베이디치 |
| 29   | FW     | 요르단                | 유세프 카시       |